# Ichnotropis microlepidota
Espèce
Ichnotropis microlepidota est une espèce de sauriens de la famille des Lacertidae.

## Répartition
Cette espèce est endémique d'Angola.

## Publication originale
- Marx, 1956 : A new lacertid lizard from Angola. Fieldiana: Zoology, vol. 39, p. 5-9 (texte intégral).